# Heliconius hero
Heliconius hero är en fjärilsart som beskrevs av Gustav Weymer 1912. Heliconius hero ingår i släktet Heliconius och familjen praktfjärilar. Inga underarter finns listade i Catalogue of Life.